# Atalanta (opera)

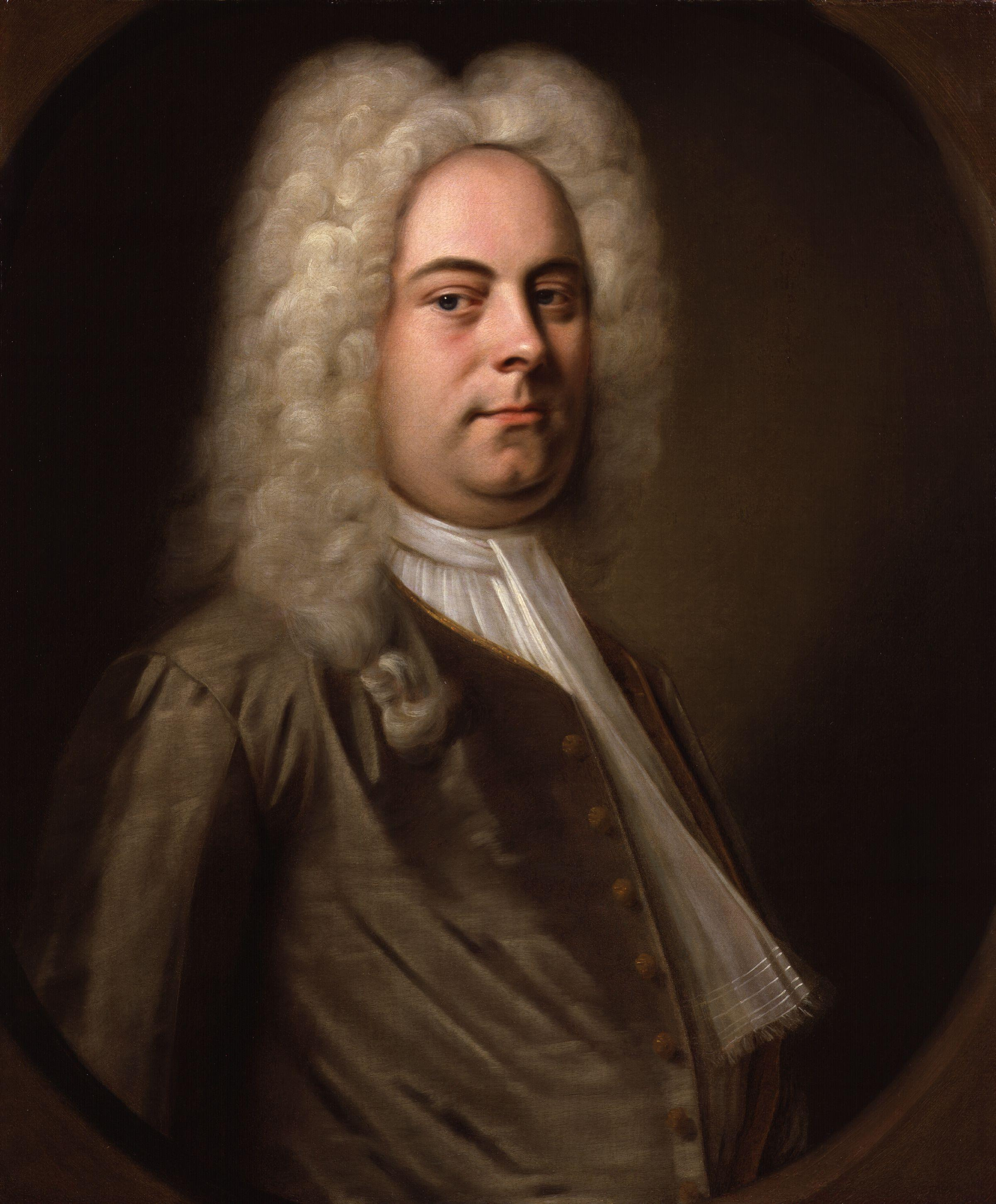
Georg Friedrich Händel

Atalanta (HWV 35) är en opera i tre akter med musik av Georg Friedrich Händel. Librettot är av en okänd författare, men baserat på La Caccia in Etolia av Belisario Valeriani.

## Historia
I november 1735 kände Händel av effekterna av det konkurrerande operasällskapet Opera of the Nobility.  Han saknade även en ledande kastratsångare för kommande projekt. En lösning blev att senarelägga vårsäsongen till februari och sätta upp några gamla operor. Atalanta komponerades med anledning av bröllopet mellan kronprinsen, Fredrik, prins av Wales, och prinsessan Augusta av Sachsen-Gotha, vilket gick av stapeln den 27 april 1736. Operan hade premiär den 12 maj 1736 på Covent Garden Theatre i London och spelades åtta gånger. 
Att välja historien om den mytologiska hjältinnan Atalante som librettoämne ansågs särskilt lämpligt vid giftermålshyllningar. Ett operabesök ingick i den vanliga rutinen hos den kungliga familjen och två år tidigare hade Händel skrivit Parnasso in festa till bröllopet mellan kung Georg II:s äldsta dotter. Vid detta tillfälle fanns det goda skäl att hålla sig väl framme, då kronprins Fredrik var en av männen bakom Opera of the Nobility. Operan blev också mycket riktigt en nytändning i relationen mellan Händel och kronprinsen, vilken hädanefter aktivt stödde Händel i hans operaskapande.

## Personer
- Atalanta (sopran)
- Meleagro (soprankastrat)
- Irene (kontraalt)
- Aminta (tenor)
- Nicandro (bas)
- Mercurio (Mercurius), gudarnas budbärare (bas)

## Handling
Kung Meleagro av Aitolien har friat till Atalanta, dotter till kungen av Arkadien. Men hon har tackat nej då hon hellre vill jaga. Hon antar namnet Amarilli och förenar sig med nymferna och herdarna i skogen. Meleagro följer efter henne förklädd till herden Tirsi. Hans identitet är känd endast av den gamle herden Nicandro.

### Akt I
Meleagro möter herden Aminta som är förälskad i Nicandros dotter Irene. Hon retar Aminta och flirtar med Tirsi genom att antyda att Aminta är mer intresserad av hennes hemgift än henne själv. Nicandro varnar henne att inte pressa Aminta för långt. Atalanta anordnar en jakt i vilken hon och herdarna jagar en vildoxe. Atalanta säger att hon har besegrat oxen men att hon är mindre säker på sitt eget hjärta.

### Akt II
Atalanta begrundar sin situation. Hon älskar Tirsi men måste dölja detta då han endast är en herde och hon är av kunglig börd. Meleagro tjuvlyssnar och gläds åt att hon älskar honom. Han försöker förklara sanningen men dessvärre gör han detta med en mångordig fabel som Atalanta inte orkar höra till slut. Meleagro frågar Irene om hon kan agera mellanhand och ta en halsduk från "Amarilli". Men Atalanta avbryter det hela och Irene låtsas att stölden var avsedd för hennes älskare. Detta för Atalanta svartsjuk. Meleagro försöker avsluta sin berättelse men Atalanta avbryter honom då hon räds sina egna känslor.

### Akt III
Irene tror att Amintas känslor för "Amarilli" har ökat. Aminta använder sig av detta missförstånd för att göra Irene svartsjuk. När Irene berättar för "Tirsi" om den påstådda relationen mellan Aminta och "Amarilli" blir han förtvivlad över Atalantas otrohet. Atalanta förnekar alla känslor för Aminta och förklarar att det är på grund av stolthet som hon hittills har vägrat att älska "Tirsi". Nicandro upptäcker de älskande och avslöjar Meleagros rätta identitet. Mercurius stiger ned på ett moln för att välsigna brudparen.